# Lisa Ekdahl
Lisa Ekdahl, född 29 juli 1971 i Hägerstens församling, Stockholm, är en svensk sångerska och låtskrivare. Hon är känd för låten "Vem vet" från 1994, och har släppt åtta album i eget namn samt två i samarbete med Peter Nordahl Trio.

## Biografi
Ekdahl växte upp i Mariefred med två systrar och pappa, som var kärnfysiker, och mamma, som var förskollärare. Hennes föräldrar och tre andra stockholmsfamiljer hade i gröna-vågen-influerad 70-tals-anda lämnat storstaden för att tillsammans flytta ut på landet där man gjorde många saker gemensamt. Ekdahl talar med värme om sin uppväxt, där hon från barndomen fått med sig känslan att "allt är möjligt".
Under sin gymnasietid gick hon på musiklinjen i Södertälje. 19 februari 1987 presenterade hon och grannpojken Claes Blomström duons egen låt "Radioapparaten" i Café Norrköping.
När hon var 18 år flyttade hon till Stockholm där hon 1990 började sjunga med Peter Nordahls jazztrio och sedan medverkade på ett album med Toni Holgersson. Under 1990-talet producerade hon därefter två engelskspråkiga album tillsammans med Peter Nordahl Trio – When Did You Leave Heaven (1997) och Back to Earth (1998).

### Musikkarriär
Hon fick därefter ett skivkontrakt med EMI. Hennes debutalbum Lisa Ekdahl från 1994, som innehöll hitlåten "Vem vet", blev en stor försäljningssuccé och belönades med tre Grammisar samt Rockbjörnen.
Ekdahl sjunger pop och jazz både på svenska och engelska. Med sin kombination av svensk vistradition och latino-jazz har Ekdahl hittat en personlig och egen stil i svensk populärmusik, som bland annat beskrivits som "egensinnig, skör och känslig".
Hon är vän med Lars Winnerbäck som utöver vänskapen hjälpt henne att producera två album (Olyckssyster och Pärlor av glas). Hon har även sjungit med honom i några av hans låtar. Hon uppträdde också tillsammans med honom i två låtar på konsert-DVD:n Live i Linköping, en upptagning av de två extrainsatta konserterna i Linköping år 2003.  
Efter att ha bott i New York bestämde sig Lisa Ekdahl för att hon ville göra ett engelskt album, det första på nio år. Tillbaka i Sverige stängde hon därför in sig i sin hemmastudio i Stockholm och spelade in de nio egenhändigt skrivna sångerna på albumet Give Me That Slow Knowing Smile, som i Sverige släpptes den 8 april 2009. Sju spår på albumet är producerade av Mathias Blomdahl, två av Tobias Fröberg. Studiolegendaren Ronny Lahti har mixat på Atlantis i Stockholm och albumet gästas av bland andra Ane Brun, Teitur, Vanna Rosenberg och Keren Ann. Under skivkontrakt med franska Sony Music lanserades albumet i 14 länder, och under våren och sommaren samma år genomfördes också en europeisk turné som avslutades med en konsert på Cirkus i Stockholm den 16 december 2009.
År 2016 var Lisa Ekdahl en av deltagarna i TV4:s program Så mycket bättre. Samma år kom EP:n Famna jorden.

### Familj
Ekdahl har en son, Milton (född 1994), tillsammans med bluessångaren Bill Öhrström. Hon har tidigare varit gift med Salvadore Poe/Paul DiBartolo (1999–2005), tidigare gitarrist i amerikanska 1990-tals sleazerockbandet Spread Eagle. Hon bor sedan 2000 på Södermalm i Stockholm tillsammans med musikern Mathias Blomdahl och en dotter född 2012.

## Priser och utmärkelser
- 1994 – Rockbjörnen för bästa kvinnliga artist[8]
- 1994 – Tre Grammis, årets artist, årets kvinnliga pop- rockartist, årets bästa album[13]
- 1994 – Ulla Billquist-stipendiet[14]
- 2018 – Grammis, årets singer-songwriter för albumet När alla vägar leder hem
- 2019 – Sjösalapriset

## Diskografi

### Studioalbum som soloartist
| 1994                                                | Lisa Ekdahl - Utgivning: 21 februari 1994 - Skivbolag: EMI - Format: CD, kassett                                 | –  | –  | –   | 1  | 1  | - SVE: Platina |
| 1996                                                | Med kroppen mot jorden - Utgivning: 25 mars 1996 - Skivbolag: BMG/RCA - Format: CD                               | –  | –  | –   | 6  | 1  | - SVE: Guld    |
| 1997                                                | Bortom det blå - Utgivning: 31 oktober 1997 - Skivbolag: BMG/RCA - Format: CD                                    | –  | –  | –   | 12 | 6  | - SVE: Guld    |
| 1999                                                | Lisa Ekdahl Sings Salvadore Poe - Utgivning: 29 november 1999 - Skivbolag: BMG/RCA - Format: CD                  | 30 | –  | 41  | 11 | 20 |                |
| 2004                                                | Olyckssyster - Utgivning: 8 september 2004 - Skivbolag: BMG/RCA - Format: CD, digital nedladdning                | 6  | 21 | –   | 16 | 1  | - SVE: Guld    |
| 2006                                                | Pärlor av glas - Utgivning: 16 januari 2006 - Skivbolag: BMG/RCA - Format: CD, digital nedladdning               | 3  | 21 | –   | 24 | 1  |                |
| 2009                                                | Give Me That Slow Knowing Smile - Utgivning: 19 mars 2009 - Skivbolag: BMG/RCA - Format: CD, digital nedladdning | 6  | –  | 31  | 16 | 7  |                |
| 2014                                                | Look to Your Own Heart - Utgivning: 27 oktober 2014 - Skivbolag: Sony - Format: CD, digital nedladdning          | 23 | –  | 128 | –  | –  |                |
| 2017                                                | När alla vägar leder hem - Utgivning: 17 februari 2017 - Skivbolag: Sony                                         | –  | –  | –   | –  | 2  |                |
| 2018                                                | More of the Good - Utgivning: 9 november 2018 - Skivbolag: Sony - Format: CD, album                              | –  | –  | –   | –  | 35 |                |
| 2021                                                | Grand Songs - Utgivning: 8 oktober 2021 - Skivbolag: Sony - Format: CD, album                                    |    |    |     |    |    |                |
| 2023                                                | Bang bang i mitt hjärta - Utgivning: 14 april 2023 - Skivbolag: Sony - Format: CD, album, LP                     |    |    |     |    |    |                |
| "—" betecknar ett album som inte gick in på listan. | |    |    |     |    |    |                |

### Studioalbum som Lisa Ekdahl & Peter Nordahl Trio
| 1997                                                | When Did You Leave Heaven - Utgivning: 7 januari 1997 - Skivbolag: BMG/RCA - Format: CD | – | – | 96 | 35 | 25 |             |
| 1998                                                | Back to Earth - Utgivning: 7 september 1998 - Skivbolag: BMG/RCA - Format: CD           | – | – | 49 | –  | 10 | - SVE: Guld |
| "—" betecknar ett album som inte gick in på listan. |                                                                                         |   |   |    |    |    |             |

### Livealbum
| År   | Albumdetaljer                                                                                       | SVE |
| ---- | --------------------------------------------------------------------------------------------------- | --- |
| 2011 | Lisa Ekdahl at the Olympia, Paris - Utgivning: 4 april 2011 - Skivbolag: BMG/RCA - Format: CD & DVD | 49  |

### Samlingsalbum
| 2002                                                | Heaven, Earth and Beyond - Utgivning: 2002 - Skivbolag: BMG/RCA - Format: CD                                                      | – | – | 72 | –  | –  |             |
| 2003                                                | En samling sånger - Utgivning: 9 oktober 2003 - Skivbolag: BMG/RCA - Format: CD, digital nedladdning                              | 4 | – | –  | 13 | 15 | - SVE: Guld |
| 2007                                                | Det bästa med Lisa Ekdahl & Peter Nordahl Trio - Utgivning: 2 januari 2007 - Skivbolag: BMG/RCA - Format: CD, digital nedladdning | – | – | –  | –  | –  |             |
| "—" betecknar ett album som inte gick in på listan. | |   |   |    |    |    |             |